# Kamienna (Bóbr)
Die Kamienna (deutsch: Zacken) ist ein linker Nebenfluss des Bober (Bóbr) in Polen.

## Verlauf
Die Kamienna entspringt am Kamm des schlesischen Riesengebirges und stellt in ihrem Oberlauf die landschaftliche Grenze zwischen Riesen- und Isergebirge dar. In diesem Abschnitt erscheint sie als typischer Gebirgsfluss mit starker Strömung in einem steindurchsetzten Flussbett.
Bei Piechowice (Petersdorf) am Fuß des Riesengebirges tritt die Kamienna in das weite Hirschberger Tal ein und fließt in nordöstlicher Richtung auf die Stadt Jelenia Góra (Hirschberg) zu, wo sie in den Bober mündet.

## Nebenflüsse
- Kamieńczyk (Zackerle) mit dem Zackelfall
- Szklarka (Kochel) mit dem Kochelfall
- Mała Kamienna (Kleiner Zacken)

## Bedeutende Ortschaften
- Szklarska Poręba (Schreiberhau)
- Piechowice (Petersdorf)
- Sobieszów (Hermsdorf am Kynast)
- Cieplice Śląskie Zdrój (Bad Warmbrunn)